# مادلين بي. ستيرن
مادلين بي. ستيرن (بالإنجليزية: Madeleine B. Stern)‏ هي مؤرخة وكاتِبة أمريكية، ولدت في 1 يوليو 1912 في نيويورك في الولايات المتحدة، وتوفيت في 18 أغسطس 2007 في مانهاتن في الولايات المتحدة.